# Gisela (hija de Carlomagno)
Gisela o Gisèle (781 - después de 800) fue una de las hijas de Carlomagno con su esposa Hildegarda. Se le dio el nombre de su tía, hermana de Carlomagno, y abadesa de Chelles. Según Eginardo, cuando Carlomagno regresó de Roma, en 781, fue bautizada por el obispo de Milán, Thomas.